# Parlementsverkiezingen in Mali (1997)

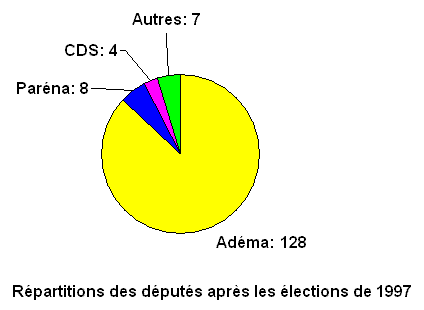
Zetelverdeling

De Parlementsverkiezingen in Mali van 1997 verliepen chaotisch. De eerste ronde van de verkiezingen vond plaats op 13 april, maar de uitslag werd door het constitutionele hof ongeldig verklaard, vanwege de onordelijke organisatie hadden veel kiezers hun stem niet kunnen uitbrengen. In juli en augustus werden nieuwe parlementsverkiezingen gehouden, die echter door een deel van de oppositie werd geboycot. De Alliance pour la démocratie au Mali (ADEMA), regeringspartij sinds 1992, won de verkiezingen en 128 van de 147 zetels in de Nationale Vergadering.
| Partij                                       | Zetels    | %         |
| -------------------------------------------- | --------- | --------- |
| Alliance pour la Démocratie au Mali          | 128       |           |
| Parti pour la renaissance nationale          | 8         |           |
| Convention démocratique et sociale           | 4         |           |
| Parti pour la démocratie et le progrès       | 2         |           |
| Union pour la démocratie et le développement | 2         |           |
| Convention parti du peuple                   | 1         |           |
| Parti pour la démocratie et la justice       | 1         |           |
| Rassemblement national pour la démocratie    | 1         |           |
| Totaal                                       | 147       |           |
|                                              |           |           |
| Opkomst                                      | Opkomst   | 21,57     |
| Totaal aantal kiesgerechtigden               | 5.254.299 | 5.254.299 |
| Bron: AED, IPU                               |           |           |